# Henryk Przeździecki
Henryk Przeździecki (Varsó, 1909. február 20. – Varsó, 1977. november 1.) lengyel jégkorongozó kapus, olimpikon.
Az 1936. évi téli olimpiai játékokon játszott a jégkorongtornán, Garmisch-Partenkirchenbe, a lengyel válogatottban. 15 csapat vett részt a tornán. Ők az A csoportba kerültek. A kanadaiaktól 8–1-re, az osztrákoktól 2–1-re kaptak ki, végül a letteket 7–1-re győzték le. Egy mérkőzésen védett, a lettek ellen. A 9. helyen végezetek.
A második világháború miatt elmaradt két olimpia is, ezért legközelebb és utoljára az 1948. évi téli olimpiai játékokon játszott a jégkorongtornán, St. Moritzban. 9 csapat indult és mind egy csoportba került. 8 mérkőzést játszottak. 2 győzelemmel és 6 vereséggel a 6. helyen végeztek. 6 mérkőzésen védett és nagyon-nagy vereségek is voltak.
Két jégkorong-világbajnokságon vett részt: Az 1935-ösön és az 1937-esen.
Klubcsapatai a Legia Warszawa és az AZS Warszawa voltak. 1952-ben vonult vissza. Háromszoros lengyel bajnok: 1933, 1951, 1952.